# Maravella
Maravella es una entidad de población española del municipio de Oliola, perteneciente a la provincia de Lérida, en la comunidad autónoma de Cataluña. En 2022, tenía empadronados dos habitantes.